# 사망진단서

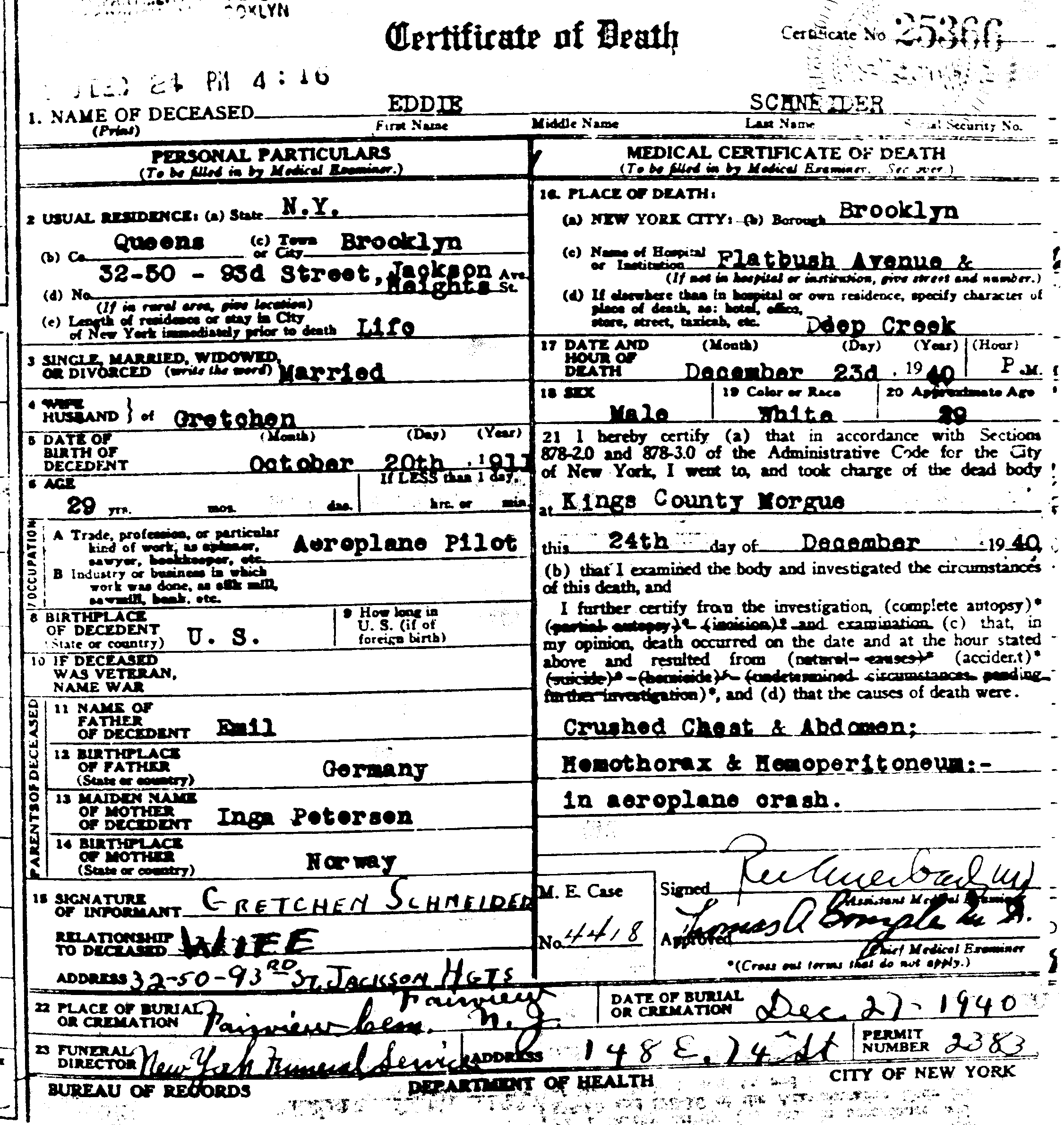
에디 오거스트 슈나이더(1911-1940)의 사망진단서, 뉴욕에서 발급되었다.

사망진단서(死亡診斷書)는 사망 사유 등에 대한 검안에 대해 적은 서류로 진단서의 하나이다. 시체검안서와 같이 사망을 증명하는 효력을 가진다. 진단한 의사 혹은 치과의사, 한의사 만이 사망진단서를 발행할 수 있다. 사망진단서와 시체검안서는 동일한 양식을 사용해 작성하기 시작하지만 필요 없는 부분에 줄을 긋고 작성하기 때문에 양식이 다르다. 또, 사인 통계 작성의 자료로도 이용된다.
최종 진찰 후 48시간 이내가 아니어도, 사인이 분명하게 계속적으로 진료 중의 것이라고 예측되는 경우에 대해서는 사망진단서가 작성된다.. 그 이외의 경우는 비록 병원 내에서 사망했을 경우여도 사망진단서를 작성하지 못하고, 의사는 시체를 검안해야 한다.

## 사망진단서와 시체검안서의 사용구분
시체검안서와 사망진단서의 기본서식은 동일하므로, 불필요한 분은 취소선을 그어야 한다.(사망진단서를 발행하는 경우는 시체검안서 기재에 해당하는 부분을 취소한다). 검안을 실시해도 모르는 경우는 미상으로 시각·시간을 정확하게 계산할 수 없는 경우는 「(추정)」으로 기재한다. 또 기재할 필요가 없는 항목에 대해서는 위조 방지를 위해서 사선을 긋는다(옛날, 의사의 인감을 위조해 사인을 정정해 보험금 사기를 친 사람이 있었기 때문).

## 형법과의 관련

### 대한민국
행사할 목적으로 권리·의무 또는 사실 증명에 관한 타인의 문서 또는 도화를 위조 또는 변조한 자는 5년 이하의 징역 또는 1천만원 이하의 벌금에 처한다. (대한민국 형법 제231조)

### 일본
의사가 공무소에 제출해야 할 진단서, 검안서 또는, 사망 증서에 허위의 기재를 했을 때는, 3년 이하의 금고, 또는, 30만엔 이하의 벌금에 처한다. (일본 형법 제160조)

## 같이 보기
- 진단서
- 법의학
- 검안(檢案)
- 변사자
- 지향이 사건